# Leonor Andrade

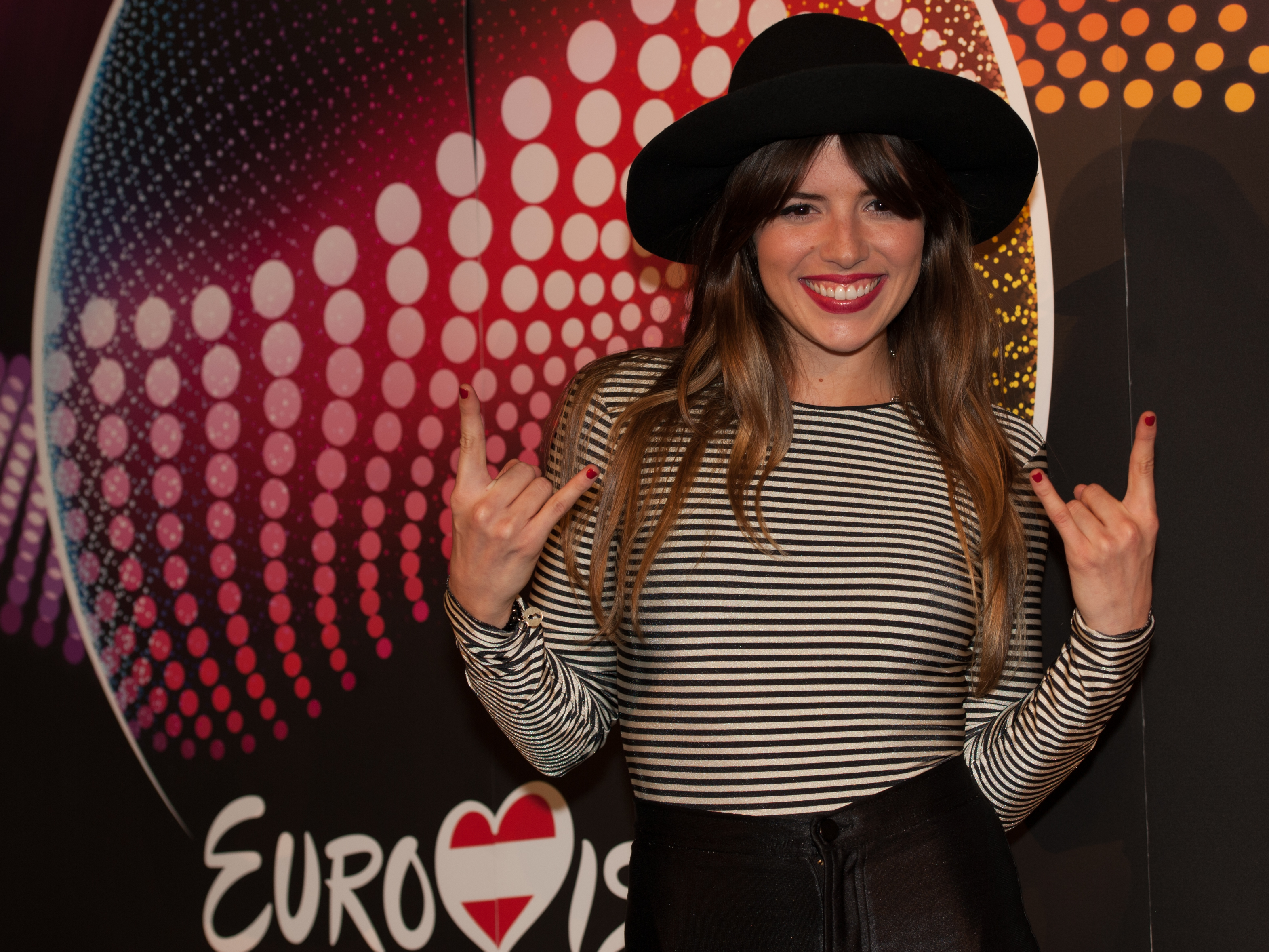
Leonor Andrade en el fotocol del Festival d'Eurovisió del 2015.

Leonor Andrade (nascuda el 13 de setembre de 1994) és una cantant i actriu portuguesa. Gràcies a la seva victòria al Festival RTP da Canção 2015 va aconseguir representar el seu país al Festival d'Eurovisió de 2015. Va interpretar el tema Há um mar que nos separa, però no va passar de la semifinal.
Es va donar a conèixer gràcies a la versió portuguesa de The Voice, emesa pel canal públic RTP. També ha estat actriu a la telenovel·la Água de Mar. Toca el piano des dels 4 anys, però va començar a cantar força més tard.